# Stefan Melneczuk
Stefan Melneczuk (* 31. Oktober 1970 in Hattingen) ist ein deutscher Journalist und Schriftsteller.

## Leben
Stefan Melneczuk wuchs in seinem Geburtsort Hattingen auf und begann bereits in seiner Jugend mit dem Schreiben von phantastischen Geschichten. Nach seiner Schulausbildung studierte er Neuere Geschichte, Literatur- und Politikwissenschaft an der Ruhr-Universität Bochum. Anschließend absolvierte er eine Ausbildung zum Redakteur bei der Westdeutschen Zeitung (WZ) in Wuppertal und Düsseldorf. Er war von 1999 bis 2014 bei der WZ als Redakteur tätig und gehörte der Lokalredaktion Wuppertal an.
Nebenher schreibt er seit 1985 Kurzgeschichten und Romane mit Schwerpunkt im Bereich Phantastik, wobei er oft die Genres Science-Fiction, Fantasy, Horror, Krimi und Thriller miteinander verbindet. Neben eigenen Büchern veröffentlicht er regelmäßig Beiträge in Zeitschriften und Anthologien. Melneczuk ist Mitglied im Bundesverband junger Autoren und Autorinnen (BVjA) und engagiert sich bei der Leseförderung an Schulen.
Stefan Melneczuk lebt in Hattingen.

## Auszeichnungen
- 1987: Einladung zum Treffen Junger Autoren in Berlin
- 1993: Hattinger Förderpreis für junge Literatur bei den Hattinger Literaturtagen[2]
- 1997: Auszeichnung beim Ruhr-Futur-Wettbewerb an der Ruhr-Universität Bochum

## Werke
- Verschollen. In: Berliner Festspiele (Hrsg.), Peter Grosz (Red.): Anthologie ohne Titel. Treffen junger Autoren ’87. Anrich Verlag, Kevelaer 1988, ISBN 3-89106-059-9, S. 97 ff.
- Schattenland. Unheimliche Geschichten. Klaus Bielefeld Verlag, Friedland 1998, ISBN 3-932325-52-4.
  - Neuausgabe: Schattenland. 32 schwarze Geschichten. Blitz-Verlag, Windeck 2013, ISBN 978-3-89840-376-4.
- Elaine. Roman. Klaus Bielefeld Verlag, Friedland 1999, ISBN 3-932325-84-2.
- Absurd. Unheimliche Geschichten. VirPriV Verlag, Bad Oeynhausen 2002, ISBN 3-935327-19-6.
- Marterpfahl. Sommer der Indianer. Roman. VirPriV Verlag, Fuchstal 2007, ISBN 978-3-935327-26-8.
  - Überarbeitete Neuausgabe: Marterpfahl. Sommer der Indianer. Thriller. Blitz-Verlag, Windeck 2010, ISBN 978-3-89840-295-8.
  - Nochmals überarbeitete Neuausgabe: Marterpfahl. Sommer der Indianer. Thriller. Blitz-Verlag, Windeck 2012, ISBN 978-3-89840-011-4.
- Geisterstunden vor Halloween. Blitz-Verlag, Windeck 2009, ISBN 978-3-89840-284-2.
- Rabenstadt. Das andere Ende. Blitz-Verlag, Windeck 2011, ISBN 978-3-89840-313-9.
  - Überarbeitete Neuausgabe: Rabenstadt. Das andere Ende. Thriller. Blitz-Verlag, Windeck 2012, ISBN 978-3-89840-019-0.
- Wallenstein. Blitz-Verlag, Windeck 2014, ISBN 978-3-89840-409-9.
- MEL 1970: Schatz gesucht! Liebe finden im 21. Jahrhundert.Tredition Verlag, Hamburg 2020, ISBN 978-3-347-09891-6.